# Rio Suchiate
O rio Suchiate é um rio do México e Guatemala que marca a secção ocidental da fronteira entre os dois países, entre os estados de Chiapas no lado mexicano e o departamento de San Marcos. O sítio arqueológico de Izapa se localiza na margem deste rio. Nasce a cerca de 3000 m de altitude, junto do vulcão Tacaná, na Guatemala.
A bacia do rio Suchiate tem uma área de 1064 km² em território guatemalteco e 336 km² em território mexicano.